# Бережинці
Бережи́нці — село в Україні,  у Теофіпольській селищній громаді Хмельницького району Хмельницької області. Розташоване на півночі району, за 20 км від центру селищної громади. До 2020  центр Бережинецької сільської ради (утворена 2000 року). До складу сільської ради також входило село Рідка.

## Історія
Засноване у 1579 році.
7 (20) листопада 1917 року, відповідно до.Третього Універсалу Української Центральної Ради, увійшло до складу Української Народної Республіки.
У селі 120 дворів, 346 мешканців (2007). Працює будинок культури, клуб, бібліотека, загальноосвітня школа.
12 червня 2020 року, відповідно до розпорядження Кабінету Міністрів України № 727-р «Про визначення адміністративних центрів та затвердження територій територіальних громад Хмельницької області», увійшло до складу Теофіпольської селищної територіальної  громади.
19 липня 2020 року, в результаті адміністративно-територіальної реформи та ліквідації Теофіпольського району, село увійшло до складу Хмельницького району.

## Населення

### Мова
Розподіл населення за рідною мовою за даними перепису 2001 року:
| Мова       | Кількість | Відсоток |
| ---------- | --------- | -------- |
| українська | 3267      | 99.13%   |
| російська  | 1         | 0.29%    |
| білоруська | 1         | 0.29%    |
| румунська  | 1         | 0.29%    |
| Усього     | 345       | 100%     |